# 凯库拉岭

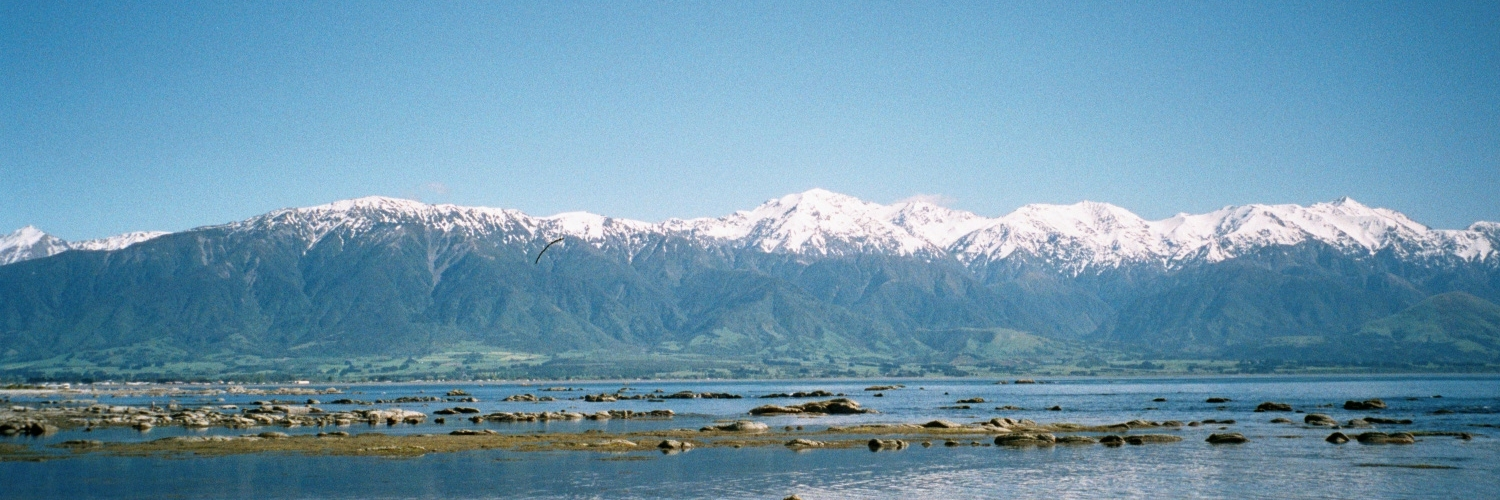
凯库拉岭

凯库拉岭位于新西兰南岛东北部的两座平行山脉。
凯库拉岭可以认为是南岛上的主要山脉南阿尔卑斯山脉的自然延伸。其全長约100千米，走向大致与南岛东北海岸平行。在两道山脉中，沿海凯库拉山脉和内陆凯库拉山脉的最高峰分别是2610米高的马纳考山和2880米高的塔普艾努库山。
凯库拉岭的名字得自于山脉最南端的城镇凯库拉，该镇是一个著名的观赏鲸鱼的地点。

## 资料来源
- 在线大英百科全书：凯库拉岭[永久]
- 新西兰旅游局网站，坎特伯雷地区